# Масленников, Владислав Владиславович
Владисла́в Владисла́вович Ма́сленников (род. 11 июля 1969) — российский дипломат. Чрезвычайный и полномочный посол (2023).

## Биография
Окончил Московский государственный институт международных отношений (МГИМО) МИД СССР (1991). На дипломатической работе с 1991 года. Владеет английским, голландским и французским языками.
В 1992—1996 годах — сотрудник Посольства России в Южно-Африканской Республике.
В 1997—2000 годах — сотрудник Секретариата министра иностранных дел России.
В 2000—2004 годах — сотрудник Постоянного представительства России при Европейских Сообществах.
В 2004—2008 годах — сотрудник Генерального секретариата МИД России.
В 2008—2011 годах — советник-посланник Посольства России в Нидерландах.
В 2011—2019 годах — заместитель директора Департамента общеевропейского сотрудничества МИД России.
С 1 июля 2019 по 12 сентября 2024 года — чрезвычайный и полномочный посол Российской Федерации в Черногории. Верительные грамоты вручил 9 сентября 2019 года.
С 18 октября 2024 года — директор Департамента общеевропейского сотрудничества МИД России, с ноября 2024 года — Департамента европейских проблем. 

## Дипломатический ранг
- Чрезвычайный и полномочный посланник 2 класса (6 сентября 2011)[5].
- Чрезвычайный и полномочный посланник 1 класса (13 декабря 2019)[6].
- Чрезвычайный и полномочный посол (9 июня 2023)[7].

## Награды
- Медаль ордена «За заслуги перед Отечеством» II степени (6 ноября 2024 года) — за вклад в реализацию внешнеполитического курса Российской Федерации и многолетнюю добросовестную дипломатическую службу[8].